# Bupleurum bicaule
Bupleurum bicaule är en flockblommig växtart som beskrevs av Helm. Bupleurum bicaule ingår i släktet harörter, och familjen flockblommiga växter.

## Underarter
Arten delas in i följande underarter:
- B. b. latifolium
- B. b. pusillum